# CHST1
CHST1 (англ. Carbohydrate sulfotransferase 1) – білок, який кодується однойменним геном, розташованим у людей на короткому плечі 11-ї хромосоми. Довжина поліпептидного ланцюга білка становить 411 амінокислот, а молекулярна маса — 46 715.
| 10         |  | 20         |  | 30         |  | 40         |  | 50         |
| ---------- |  | ---------- |  | ---------- |  | ---------- |  | ---------- |
| MQCSWKAVLL |  | LALASIAIQY |  | TAIRTFTAKS |  | FHTCPGLAEA |  | GLAERLCEES |
| PTFAYNLSRK |  | THILILATTR |  | SGSSFVGQLF |  | NQHLDVFYLF |  | EPLYHVQNTL |
| IPRFTQGKSP |  | ADRRVMLGAS |  | RDLLRSLYDC |  | DLYFLENYIK |  | PPPVNHTTDR |
| IFRRGASRVL |  | CSRPVCDPPG |  | PADLVLEEGD |  | CVRKCGLLNL |  | TVAAEACRER |
| SHVAIKTVRV |  | PEVNDLRALV |  | EDPRLNLKVI |  | QLVRDPRGIL |  | ASRSETFRDT |
| YRLWRLWYGT |  | GRKPYNLDVT |  | QLTTVCEDFS |  | NSVSTGLMRP |  | PWLKGKYMLV |
| RYEDLARNPM |  | KKTEEIYGFL |  | GIPLDSHVAR |  | WIQNNTRGDP |  | TLGKHKYGTV |
| RNSAATAEKW |  | RFRLSYDIVA |  | FAQNACQQVL |  | AQLGYKIAAS |  | EEELKNPSVS |
| LVEERDFRPF |  | S          |  |            |  |            |  |            |

A: Аланін

C: Цистеїн

D: Аспарагінова кислота

E: Глутамінова кислота

F: Фенілаланін

G: Гліцин

H: Гістидин

I: Ізолейцин

K: Лізин

L: Лейцин

M: Метіонін

N: Аспарагін

P: Пролін

Q: Глутамін

R: Аргінін

S: Серин

T: Треонін

V: Валін

W: Триптофан

Кодований геном білок за функцією належить до трансфераз. 
Задіяний у таких біологічних процесах, як запальна відповідь, вуглеводний обмін. 
Локалізований у мембрані, апараті гольджі.